# Osage (langue)
Pour les articles homonymes, voir Osage.
Cet article concerne la langue osage. Pour le peuple osage, voir Osages.

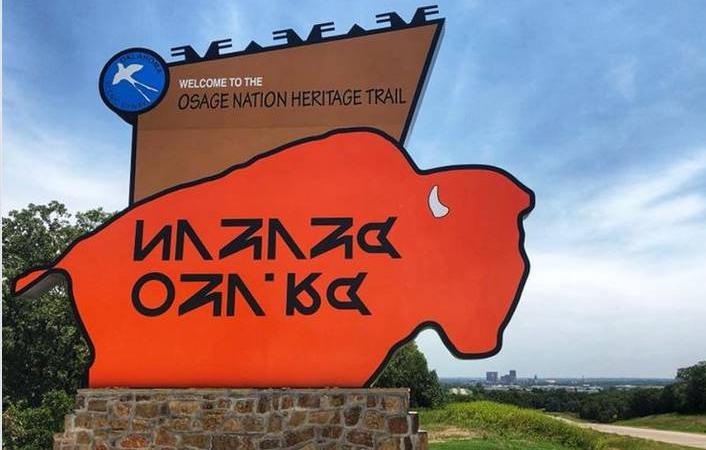
Panneau sur la route 60 de Pawhuska à Bartlesville indiquant 𐓏𐒰𐓓𐒰𐓓𐒷 𐓂𐓓𐒰͘𐒼𐒷, Wažáže Ožąke, « Route Osage » dans le nouveau système d'écriture osage

L’osage est une langue amérindienne de la famille des langues siouanes du sous-groupe des langues siouanes de la vallée du Mississippi, parlée en Oklahoma, par les Osages. C'est l'une des quatre langues du sous-groupe dhegiha.

## Situation sociolinguistique
À la fin du XVIIe siècle, l'osage était parlé dans ce qui est aujourd'hui le Missouri, l'Arkansas et le Kansas. En 1872, la tribu est installée en Oklahoma, dans le comté d'Osage. À la fin du XIXe siècle, les Osages ne sont déjà plus qu'un millier.
En 1995, la tribu compte environ 14 750 membres contre 2 229 en 1906. Ce chiffre ne doit pas cacher le fait que la grande majorité d'entre eux ont bien moins qu'une moitié de sang osage.
Le nombre de locuteurs de la langue est donc très faible, 5 à 10 personnes, toutes plus âgées que 75 ans, en 1996. S'il reste aussi quelques semi-locuteurs, la langue n'est plus utilisée par toutes ces personnes dans la vie de tous les jours. Des sources signalent même son extinction en tant que langue native en 2005, au décès de Lucille Roubedeaux (en). En 2015, il y aurait environ 300 étudiants de cette langue.

## Phonologie
Les tableaux montrent la phonologie de l'osage, les voyelles et les consonnes.

### Voyelles
|         | Antérieure        | Centrale    | Postérieure |
| ------- | ----------------- | ----------- | ----------- |
| Fermée  | i [i] į [ĩ] u [y] |             |             |
| Moyenne | e [e]             |             | o [o] ǫ [õ] |
| Ouverte |                   | a [a] ą [ã] |             |

### Consonnes
|               |               | Bilabiale | Dentale     | Latérale | Palatale | Vélaire | Glottale |
| ------------- | ------------- | --------- | ----------- | -------- | -------- | ------- | -------- |
| Occlusives    | Sourdes       | p [p]     | t [t]       |          |          | k [k]   | ʔ [ʔ]    |
| Occlusives    | Sonores       | b [b]     |             |          |          |         |          |
| Occlusives    | Préaspirées   | hp [ʰp]   | ht [ʰt]     |          |          | hk [ʰk] |          |
| Occlusives    | Aspirées      | ph [pʰ]   | th [tʰ]     |          |          | kh [kʰ] |          |
| Occlusives    | Éjectives     | pʼ [pʼ]   | tʼ [tʼ]     |          |          | kʼ [kʼ] |          |
| Fricatives    | Sourdes       |           | s [s]       |          | š [ʃ]    | x [x]   | h [h]    |
| Fricatives    | Sonores       |           | z [z] ð [ð] |          | ž [ʒ]    | ɣ [ɣ]   |          |
| Affriquées    | Sourdes       |           | c [t͡s]      |          | č [t͡ʃ]   |         |          |
| Affriquées    | Préaspirées   |           | hc [ʰt͡s]    |          | hč [ʰt͡ʃ] |         |          |
| Affriquées    | Aspirées      |           | ch [t͡sʰ]    |          |          |         |          |
| Affriquées    | Éjectives     |           | c’ [t͡sʼ]    |          |          |         |          |
| Nasales       | Nasales       | m [m]     | n [n]       |          |          |         |          |
| Liquides      | Liquides      |           | r [r]       | l [l]    |          |         |          |
| Semi-voyelles | Semi-voyelles | w [w]     |             |          |          |         |          |

## Alphabet
Un alphabet spécifique a été créé par Jessica Harjo de l'université du Minnesota pour cette langue. Unicode intègre cet alphabet à partir de la version 9 (juin 2016).